# Donleva paronyma
Donleva paronyma är en insektsart som beskrevs av Blocker 1982. Donleva paronyma ingår i släktet Donleva och familjen dvärgstritar. Inga underarter finns listade i Catalogue of Life.